# Epistasi
 Denne artikel bør gennemlæses af en person med fagkendskab for at sikre den faglige korrekthed.

I genetikken beskriver epistasi at to gener interagerer, for eksempel, at er gen bestemmer, om et andet kommer til udtryk.
Et eks. kan være farven på en plante. Der kan være 3 farver, hvid, gul og grøn. Den hvide farve kommer til udtryk, hvis planten ikke har nogen dominante gener for en anden farve. For at en plante skal blive gul, skal den have det dominante gen for farven gul. Men for en planten videre skal blive grøn, er den nødt til at have det dominante gen for farven gul og det dominante gen for farven grøn. Her viser det nemlig, at et gen bestemmer et andet gen.